# Hemipsilia coavestis
Hemipsilia coavestis är en fjärilsart som beskrevs av George Francis Hampson 1894. Hemipsilia coavestis ingår i släktet Hemipsilia och familjen björnspinnare. Inga underarter finns listade i Catalogue of Life.

## Bildgalleri

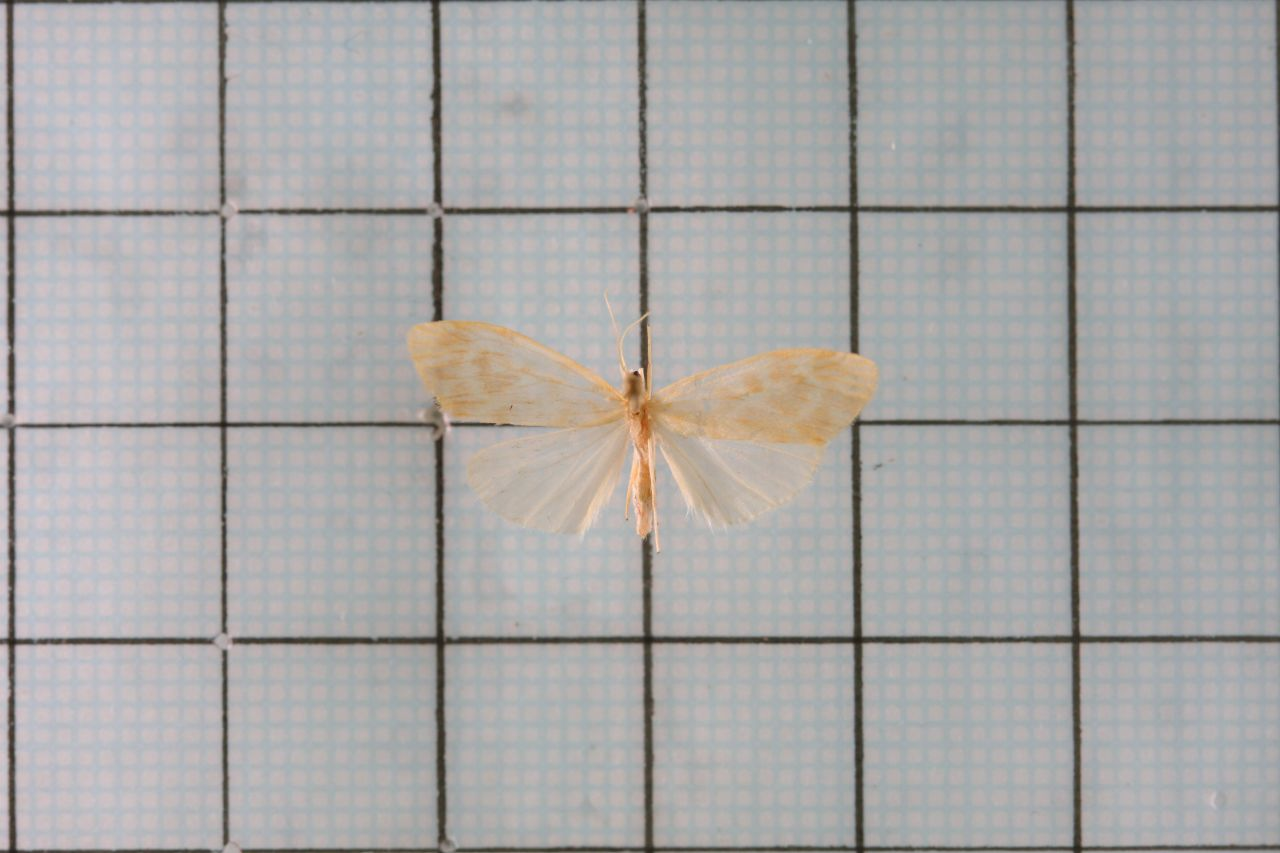
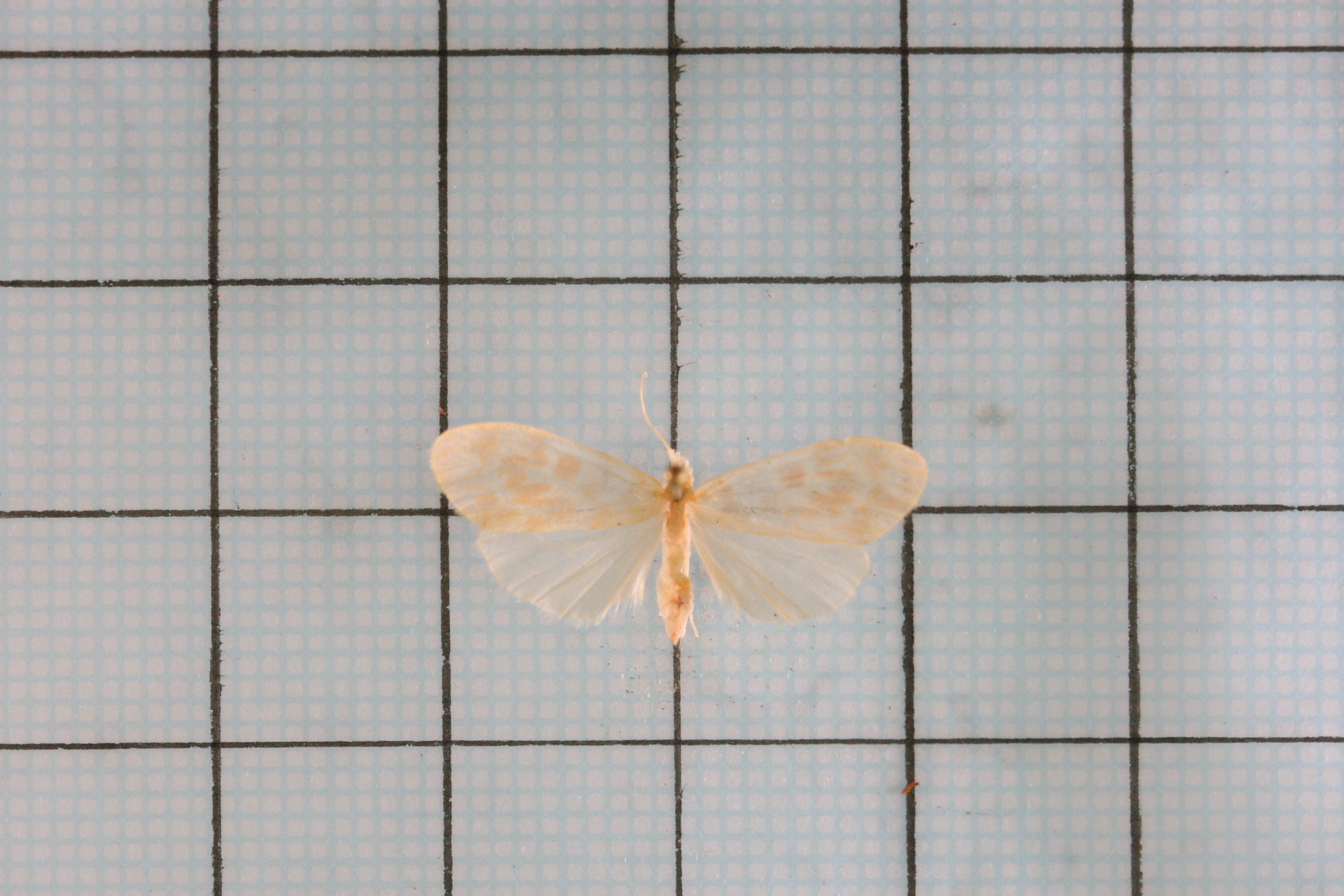